# 2. ŽNL Vukovarsko-srijemska Grupa B 2001./02.
U viši rang, odnosno 1. ŽNL Vukovarsko-srijemsku se plasirao pobjednik NK Borac Kalistović Drenovci, dok su u 3. ŽNL Vukovarsko-srijemsku ispali NK Srijemac Strošinci i NK Hajduk Mirko Mirkovci.

## Tablica
| Mj. | Klub                         | Sus. | Pobj. | Ner. | Por. | GR.    | Bod. |
| --- | ---------------------------- | ---- | ----- | ---- | ---- | ------ | ---- |
| 1.  | NK Borac Kalistović Drenovci | 30   | 25    | 3    | 2    | 79:26  | 78   |
| 2.  | NK Sladorana Županja         | 30   | 24    | 2    | 4    | 84:34  | 74   |
| 3.  | NK Mladost Privlaka          | 30   | 23    | 3    | 4    | 100:35 | 72   |
| 4.  | NK RAŠK Rajevo Selo          | 30   | 17    | 5    | 8    | 67:40  | 56   |
| 5.  | NK Posavac Posavski Podgajci | 30   | 13    | 6    | 11   | 80:52  | 45   |
| 6.  | NK Sloga Novi Mikanovci      | 30   | 14    | 2    | 14   | 72:70  | 44   |
| 7.  | NK Slavonija Soljani         | 30   | 14    | 1    | 15   | 85:67  | 43   |
| 8.  | NK Borac Retkovci            | 30   | 12    | 5    | 13   | 79:66  | 41   |
| 9.  | NK Jadran Gunja              | 30   | 11    | 7    | 12   | 62:66  | 40   |
| 10. | NK Borinci Jarmina           | 30   | 11    | 5    | 15   | 64:61  | 38   |
| 11. | NK Sloga Račinovci           | 30   | 12    | 2    | 16   | 52:75  | 38   |
| 12. | NK Slavonac Prkovci          | 30   | 10    | 4    | 16   | 58:78  | 34   |
| 13. | NK Slavonac Komletinci       | 30   | 10    | 4    | 16   | 46:70  | 34   |
| 14. | NK Slavonac Gradište         | 30   | 8     | 4    | 18   | 44:77  | 28   |
| 15. | NK Srijemac Strošinci        | 30   | 5     | 4    | 21   | 50:85  | 19   |
| 16. | NK Hajduk Mirko Mirkovci     | 30   | 1     | 3    | 26   | 37:147 | 6    |

## Rezultati
| NK Borinci Jarmina - NK Srijemac Strošinci 1:0 NK Borac Retkovci - NK RAŠK Rajevo Selo 4:2 NK Jadran Gunja - NK Sloga Novi Mikanovci 8:2 NK Slavonac Gradište - NK Slavonac Komletinci 2:0 NK Sloga Račinovci - NK Hajduk Mirko Mirkovci 3:1 NK Slavonac Prkovci - NK Slavonija Soljani 5:1 NK Posavac Posavski Podgajci - NK Borac Kalistović Drenovci 2:0 NK Mladost Privlaka - NK Sladorana Županja 1:2       | NK Mladost Privlaka - NK Posavac Posavski Podgajci 2:1 NK Sladorana Županja - NK Srijemac Strošinci 3:1 NK Borac Kalistović Drenovci - NK Slavonac Prkovci 2:1 NK Slavonija Soljani - NK Sloga Račinovci 10:0 ↓1 NK Hajduk Mirko Mirkovci - NK Slavonac Gradište 3:1 NK Slavonac Komletinci - NK Jadran Gunja 4:0 NK Sloga Novi Mikanovci - NK Borac Retkovci 7:2 NK RAŠK Rajevo Selo - NK Borinci Jarmina 6:0 | NK Slavonac Prkovci - NK Mladost Privlaka 0:5 NK Posavac Posavski Podgajci - NK Sladorana Županja 2:3 NK Sloga Račinovci - NK Borac Kalistović Drenovci 0:3 NK Slavonac Gradište - NK Slavonija Soljani 4:1 NK Jadran Gunja - NK Hajduk Mirko Mirkovci 4:0 NK Borac Retkovci - NK Slavonac Komletinci 7:1 NK Borinci Jarmina - NK Sloga Novi Mikanovci 2:2 NK Srijemac Strošinci - NK RAŠK Rajevo Selo 2:3    |
| NK Mladost Privlaka - NK Sloga Račinovci 2:0 NK Posavac Posavski Podgajci - NK Slavonac Prkovci 4:0 NK Borac Kalistović Drenovci - NK Slavonac Gradište 3:0 NK Slavonija Soljani - NK Jadran Gunja 5:0 NK Hajduk Mirko Mirkovci - NK Borac Retkovci 3:5 NK Slavonac Komletinci - NK Borinci Jarmina 2:2 NK Sloga Novi Mikanovci - NK Srijemac Strošinci 4:2 NK Sladorana Županja - NK RAŠK Rajevo Selo 3:1       | NK Slavonac Gradište - NK Mladost Privlaka 1:5 NK Sloga Račinovci - NK Posavac Posavski Podgajci 1:2 NK Slavonac Prkovci - NK Sladorana Županja 0:3 ↓2 NK Jadran Gunja - NK Borac Kalistović Drenovci 0:3 NK Borac Retkovci - NK Slavonija Soljani 2:5 NK Borinci Jarmina - NK Hajduk Mirko Mirkovci 5:1 NK Srijemac Strošinci - NK Slavonac Komletinci 1:2 NK RAŠK Rajevo Selo - NK Sloga Novi Mikanovci 2:1  | NK Mladost Privlaka - NK Jadran Gunja 4:3 ↓3 NK Posavac Posavski Podgajci - NK Slavonac Gradište 4:1 NK Slavonac Prkovci - NK Sloga Račinovci 6:2 NK Borac Kalistović Drenovci - NK Borac Retkovci 3:0 NK Slavonija Soljani - NK Borinci Jarmina 4:2 NK Hajduk Mirko Mirkovci - NK Srijemac Strošinci 3:3 NK Slavonac Komletinci - NK RAŠK Rajevo Selo 0:1 NK Sladorana Županja - NK Sloga Novi Mikanovci 4:2 |
| NK Borac Retkovci - NK Mladost Privlaka 2:1 NK Jadran Gunja - NK Posavac Posavski Podgajci 2:0 NK Slavonac Gradište - NK Slavonac Prkovci 1:1 NK Sloga Račinovci - NK Sladorana Županja 0:2 NK Borinci Jarmina - NK Borac Kalistović Drenovci 0:1 NK Srijemac Strošinci - NK Slavonija Soljani 2:2 NK RAŠK Rajevo Selo - NK Hajduk Mirko Mirkovci 5:0 NK Sloga Novi Mikanovci - NK Slavonac Komletinci 3:1       | NK Mladost Privlaka - NK Borinci Jarmina 3:0 NK Posavac Posavski Podgajci - NK Borac Retkovci 4:3 NK Slavonac Prkovci - NK Jadran Gunja 2:3 NK Sloga Račinovci - NK Slavonac Gradište 2:1 NK Borac Kalistović Drenovci - NK Srijemac Strošinci 3:1 NK Slavonija Soljani - NK RAŠK Rajevo Selo 3:0 NK Hajduk Mirko Mirkovci - NK Sloga Novi Mikanovci 1:5 NK Sladorana Županja - NK Slavonac Komletinci 6:1     | NK Srijemac Strošinci - NK Mladost Privlaka 3:4 NK Borinci Jarmina - NK Posavac Posavski Podgajci 4:1 NK Borac Retkovci - NK Slavonac Prkovci 3:0 NK Jadran Gunja - NK Sloga Račinovci 1:3 NK Slavonac Gradište - NK Sladorana Županja 3:1 NK RAŠK Rajevo Selo - NK Borac Kalistović Drenovci 1:1 NK Sloga Novi Mikanovci - NK Slavonija Soljani 3:2 NK Slavonac Komletinci - NK Hajduk Mirko Mirkovci 2:1    |
| NK Mladost Privlaka - NK RAŠK Rajevo Selo 3:1 NK Posavac Posavski Podgajci - NK Srijemac Strošinci 4:1 NK Slavonac Prkovci - NK Borinci Jarmina 2:2 NK Sloga Račinovci - NK Borac Retkovci 3:1 NK Slavonac Gradište - NK Jadran Gunja 2:1 NK Borac Kalistović Drenovci - NK Sloga Novi Mikanovci 3:0 ↓4 NK Slavonija Soljani - NK Slavonac Komletinci 8:3 NK Sladorana Županja - NK Hajduk Mirko Mirkovci 5:0 ↓5 | NK Sloga Novi Mikanovci - NK Mladost Privlaka 1:2 NK RAŠK Rajevo Selo - NK Posavac Posavski Podgajci 1:0 NK Srijemac Strošinci - NK Slavonac Prkovci 5:1 NK Borinci Jarmina - NK Sloga Račinovci 5:3 NK Borac Retkovci - NK Slavonac Gradište 9:0 NK Jadran Gunja - NK Sladorana Županja 2:3 NK Slavonac Komletinci - NK Borac Kalistović Drenovci 1:4 NK Hajduk Mirko Mirkovci - NK Slavonija Soljani 3:6     | NK Mladost Privlaka - NK Slavonac Komletinci 5:0 NK Posavac Posavski Podgajci - NK Sloga Novi Mikanovci 3:0 NK Slavonac Prkovci - NK RAŠK Rajevo Selo 1:3 NK Sloga Račinovci - NK Srijemac Strošinci 3:2 NK Slavonac Gradište - NK Borinci Jarmina 5:1 NK Jadran Gunja - NK Borac Retkovci 1:0 NK Borac Kalistović Drenovci - NK Hajduk Mirko Mirkovci 3:0 ↓6 NK Sladorana Županja - NK Slavonija Soljani 1:0 |
| NK Hajduk Mirko Mirkovci - NK Mladost Privlaka 2:6 NK Slavonac Komletinci - NK Posavac Posavski Podgajci 2:2 NK Sloga Novi Mikanovci - NK Slavonac Prkovci 3:0 ↓7 NK RAŠK Rajevo Selo - NK Sloga Račinovci 2:0 NK Srijemac Strošinci - NK Slavonac Gradište 2:1 NK Borinci Jarmina - NK Jadran Gunja 2:2 NK Borac Retkovci - NK Sladorana Županja 1:3 NK Slavonija Soljani - NK Borac Kalistović Drenovci 1:2    | NK Mladost Privlaka - NK Slavonija Soljani 4:0 NK Posavac Posavski Podgajci - NK Hajduk Mirko Mirkovci 17:2 NK Slavonac Prkovci - NK Slavonac Komletinci 2:1 NK Sloga Račinovci - NK Sloga Novi Mikanovci 4:0 NK Slavonac Gradište - NK RAŠK Rajevo Selo 0:3 NK Jadran Gunja - NK Srijemac Strošinci 1:1 NK Borac Retkovci - NK Borinci Jarmina 4:2 NK Sladorana Županja - NK Borac Kalistović Drenovci 0:0    | NK Borac Kalistović Drenovci - NK Mladost Privlaka 4:1 NK Slavonija Soljani - NK Posavac Posavski Podgajci 3:4 NK Hajduk Mirko Mirkovci - NK Slavonac Prkovci 6:6 NK Slavonac Komletinci - NK Sloga Račinovci 1:3 NK Sloga Novi Mikanovci - NK Slavonac Gradište 5:2 NK RAŠK Rajevo Selo - NK Jadran Gunja 7:2 NK Srijemac Strošinci - NK Borac Retkovci 2:0 NK Borinci Jarmina - NK Sladorana Županja 0:2    |
| NK Srijemac Strošinci - NK Borinci Jarmina 0:3 NK RAŠK Rajevo Selo - NK Borac Retkovci 2:2 NK Sloga Novi Mikanovci - NK Jadran Gunja 1:0 NK Slavonac Komletinci - NK Slavonac Gradište 3:0 NK Hajduk Mirko Mirkovci - NK Sloga Račinovci 0:2 NK Slavonija Soljani - NK Slavonac Prkovci 4:0 NK Borac Kalistović Drenovci - NK Posavac Posavski Podgajci 2:1 NK Sladorana Županja - NK Mladost Privlaka 1:2       | NK Posavac Posavski Podgajci - NK Mladost Privlaka 2:3 NK Srijemac Strošinci - NK Sladorana Županja 1:3 NK Slavonac Prkovci - NK Borac Kalistović Drenovci 0:1 NK Sloga Račinovci - NK Slavonija Soljani 2:1 NK Slavonac Gradište - NK Hajduk Mirko Mirkovci 2:0 NK Jadran Gunja - NK Slavonac Komletinci 4:1 NK Borac Retkovci - NK Sloga Novi Mikanovci 2:0 NK Borinci Jarmina - NK RAŠK Rajevo Selo 2:2     | NK Mladost Privlaka - NK Slavonac Prkovci 5:0 NK Sladorana Županja - NK Posavac Posavski Podgajci 3:0 NK Borac Kalistović Drenovci - NK Sloga Račinovci 5:0 NK Slavonija Soljani - NK Slavonac Gradište 3:2 NK Hajduk Mirko Mirkovci - NK Jadran Gunja 2:4 NK Slavonac Komletinci - NK Borac Retkovci 1:1 NK Sloga Novi Mikanovci - NK Borinci Jarmina 2:0 NK RAŠK Rajevo Selo - NK Srijemac Strošinci 4:0    |
| NK Sloga Račinovci - NK Mladost Privlaka 1:4 NK Slavonac Prkovci - NK Posavac Posavski Podgajci 4:2 NK Slavonac Gradište - NK Borac Kalistović Drenovci 3:7 NK Jadran Gunja - NK Slavonija Soljani 1:0 NK Borac Retkovci - NK Hajduk Mirko Mirkovci 6:0 NK Borinci Jarmina - NK Slavonac Komletinci 4:1 NK Srijemac Strošinci - NK Sloga Novi Mikanovci 3:1 NK RAŠK Rajevo Selo - NK Sladorana Županja 4:2       | NK Mladost Privlaka - NK Slavonac Gradište 3:1 NK Posavac Posavski Podgajci - NK Sloga Račinovci 4:2 NK Sladorana Županja - NK Slavonac Prkovci 2:0 NK Borac Kalistović Drenovci - NK Jadran Gunja 3:1 NK Slavonija Soljani - NK Borac Retkovci 3:1 NK Hajduk Mirko Mirkovci - NK Borinci Jarmina 1:2 NK Slavonac Komletinci - NK Srijemac Strošinci 3:2 NK Sloga Novi Mikanovci - NK RAŠK Rajevo Selo 1:0     | NK Jadran Gunja - NK Mladost Privlaka 1:1 NK Slavonac Gradište - NK Posavac Posavski Podgajci 1:1 NK Sloga Račinovci - NK Slavonac Prkovci 6:1 NK Borac Retkovci - NK Borac Kalistović Drenovci 2:2 NK Borinci Jarmina - NK Slavonija Soljani 3:0 NK Srijemac Strošinci - NK Hajduk Mirko Mirkovci 6:3 NK RAŠK Rajevo Selo - NK Slavonac Komletinci 3:1 NK Sloga Novi Mikanovci - NK Sladorana Županja 3:3    |
| NK Mladost Privlaka - NK Borac Retkovci 7:0 NK Posavac Posavski Podgajci - NK Jadran Gunja 3:3 NK Slavonac Prkovci - NK Slavonac Gradište 1:0 NK Sladorana Županja - NK Sloga Račinovci 2:0 NK Borac Kalistović Drenovci - NK Borinci Jarmina 3:1 NK Slavonija Soljani - NK Srijemac Strošinci 4:0 NK Hajduk Mirko Mirkovci - NK RAŠK Rajevo Selo 0:2 NK Slavonac Komletinci - NK Sloga Novi Mikanovci 3:0       | NK Borinci Jarmina - NK Mladost Privlaka 2:3 NK Borac Retkovci - NK Posavac Posavski Podgajci 2:2 NK Jadran Gunja - NK Slavonac Prkovci 2:2 NK Slavonac Gradište - NK Sloga Račinovci 5:1 NK Srijemac Strošinci - NK Borac Kalistović Drenovci 2:3 NK RAŠK Rajevo Selo - NK Slavonija Soljani 5:2 NK Sloga Novi Mikanovci - NK Hajduk Mirko Mirkovci 10:3 NK Slavonac Komletinci - NK Sladorana Županja 0:1    | NK Mladost Privlaka - NK Srijemac Strošinci 3:0 NK Posavac Posavski Podgajci - NK Borinci Jarmina 0:1 NK Slavonac Prkovci - NK Borac Retkovci 2:1 NK Sloga Račinovci - NK Jadran Gunja 2:2 NK Sladorana Županja - NK Slavonac Gradište 3:1 NK Borac Kalistović Drenovci - NK RAŠK Rajevo Selo 2:0 NK Slavonija Soljani - NK Sloga Novi Mikanovci 5:2 NK Hajduk Mirko Mirkovci - NK Slavonac Komletinci 0:2    |
| NK RAŠK Rajevo Selo - NK Mladost Privlaka 0:0 NK Srijemac Strošinci - NK Posavac Posavski Podgajci 2:2 NK Borinci Jarmina - NK Slavonac Prkovci 3:4 NK Borac Retkovci - NK Sloga Račinovci 1:0 NK Jadran Gunja - NK Slavonac Gradište 2:2 NK Sloga Novi Mikanovci - NK Borac Kalistović Drenovci 2:3 NK Slavonac Komletinci - NK Slavonija Soljani 1:0 NK Hajduk Mirko Mirkovci - NK Sladorana Županja 1:5       | NK Mladost Privlaka - NK Sloga Novi Mikanovci 6:1 NK Posavac Posavski Podgajci - NK RAŠK Rajevo Selo 2:0 NK Slavonac Prkovci - NK Srijemac Strošinci 3:1 NK Sloga Račinovci - NK Borinci Jarmina 3:2 NK Slavonac Gradište - NK Borac Retkovci 1:1 NK Sladorana Županja - NK Jadran Gunja 4:2 NK Borac Kalistović Drenovci - NK Slavonac Komletinci 2:0 NK Slavonija Soljani - NK Hajduk Mirko Mirkovci 5:0     | NK Slavonac Komletinci - NK Mladost Privlaka 0:0 NK Sloga Novi Mikanovci - NK Posavac Posavski Podgajci 2:0 NK RAŠK Rajevo Selo - NK Slavonac Prkovci 3:2 NK Srijemac Strošinci - NK Sloga Račinovci 2:3 NK Borinci Jarmina - NK Slavonac Gradište 7:0 NK Borac Retkovci - NK Jadran Gunja 5:0 NK Hajduk Mirko Mirkovci - NK Borac Kalistović Drenovci 0:4 NK Slavonija Soljani - NK Sladorana Županja 1:4    |
| NK Mladost Privlaka - NK Hajduk Mirko Mirkovci 8:1 NK Posavac Posavski Podgajci - NK Slavonac Komletinci 5:1 NK Slavonac Prkovci - NK Sloga Novi Mikanovci 3:2 NK Sloga Račinovci - NK RAŠK Rajevo Selo 1:1 NK Slavonac Gradište - NK Srijemac Strošinci 3:0 NK Jadran Gunja - NK Borinci Jarmina 2:0 NK Sladorana Županja - NK Borac Retkovci 5:0 NK Borac Kalistović Drenovci - NK Slavonija Soljani 3:2       | NK Slavonija Soljani - NK Mladost Privlaka 4:3 NK Hajduk Mirko Mirkovci - NK Posavac Posavski Podgajci 1:1 NK Slavonac Komletinci - NK Slavonac Prkovci 2:1 NK Sloga Novi Mikanovci - NK Sloga Račinovci 4:1 NK RAŠK Rajevo Selo - NK Slavonac Gradište 2:1 NK Srijemac Strošinci - NK Jadran Gunja 1:6 NK Borinci Jarmina - NK Borac Retkovci 6:2 NK Borac Kalistović Drenovci - NK Sladorana Županja 3:0     | NK Mladost Privlaka - NK Borac Kalistović Drenovci 4:1 NK Posavac Posavski Podgajci - NK Slavonija Soljani 5:0 NK Slavonac Prkovci - NK Hajduk Mirko Mirkovci 8:0 NK Sloga Račinovci - NK Slavonac Komletinci 1:2 NK Slavonac Gradište - NK Sloga Novi Mikanovci 1:2 NK Jadran Gunja - NK RAŠK Rajevo Selo 2:1 NK Borac Retkovci - NK Srijemac Strošinci 6:2 NK Sladorana Županja - NK Borinci Jarmina 4:2    |

## Kvalifikacije za ostanak
Zbog neuspjeha NK Lovor Nijemci u kvalifikacijama za 3. HNL, u dodatnim kvalifikacijama za ostanak u 2. ŽNL Vukovarsko-srijemskoj igrali su 14-oplasirani klubovi iz obje grupe, odnosno NK Sremac Markušica (Grupa A) i NK Slavonac Gradište (Grupa B)
NK Slavonac Gradište - NK Sremac Markušica 1:2
NK Sremac Markušica - NK Slavonac Gradište 2:4
U 3. ŽNL Vukovarsko-srijemsku je ispao NK Sremac Markušica.